# Rio Cloşcoi
O Rio Cloşcoi é um rio da Romênia, afluente do Crişul Repede, localizado no distrito de Bihor.